# شامپانزه شرقی
شامپانزه شرقی (نام علمی: Pan troglodytes schweinfurthii) نام یک زیرگونه از گونه شامپانزه معمولی است.